# История почты и почтовых марок Джибути
История почты и почтовых марок Джибути, государства на северо-востоке Африки в районе Африканского рога со столицей в городе Джибути, включает период французского колониального управления этой территорией, в разное время называвшейся Джибути (1893—1902), Французским Берегом Сомали (1902—1967), Французской Территорией Афаров и Исса (1967—1977), и период независимости Джибути (с 1977).
Республика Джибути входит во Всемирный почтовый союз (с 1978).

## Выпуски почтовых марок

### Колониальный период

#### Первые марки
Первые почтовые марки Джибути появились в 1894 году. До этого там были в обращении почтовые марки Обока с надпечатками и без них, после перевода французской администрации из Обока в Джибути.

#### Французский Берег Сомали
В 1902 году почтовые марки Джибути сменили почтовые марки Французского Берега Сомали с надписью фр. Côte française des Somalis.

#### Французская Территория Афаров и Исса
В июле 1967 года название территории было изменено на French Territory of the Afars and Issas (Французская Территория Афаров и Исса), и 21 августа 1967 года были выпущены первые почтовые марки, на которых было указано новое название.

### Независимость
Джибути обрела независимость от Франции под именем Республика Джибути 27 июня 1977 года. В этот же день были эмитированы первые почтовые марки новой республики.